# Jadranko Bogičević
Jadranko Bogičević (in serbo Јадранко Богичевић?; Vlasenica, 11 marzo 1983) è un ex calciatore bosniaco, di ruolo difensore.

## Carriera

### Club
In carriera ha giocato 21 partite di qualificazione alle coppe europee, di cui 8 per la Champions League e 13 per l'Europa League.

### Nazionale
Nel 2005 ha giocato 4 partite con la maglia della nazionale bosniaca Under-21.